# Sophta uniformis
Sophta uniformis là một loài bướm đêm trong họ Noctuidae.